# Джейкоб Труба
Джейкоб Труба (англ. Jacob Trouba, 26 лютого 1994, Рочестер, Мічиган, США) — американський хокеїст, захисник. Гравець команди НХЛ Вінніпег Джетс, котра обрала його на драфті новачків НХЛ 2012 року під загальним 9-м номером.
Дворазовий чемпіон світу серед юніорів, чемпіон світу серед молоді та бронзовий призер дорослого чемпіонату світу з хокею із шайбою.
У Джейкоба є молодший брат Крістофер, котрий також грає в хокей на позиції захисника.

## Ігрова кар'єра

### Молодіжний рівень
У 16 років Джейкоб був запрошений до лав юніорської збірної США з хокею. Дана команда грає не тільки на міжнародних змаганнях, але й проводить повноцінний сезон в Хокейній лізі Сполучених Штатів, де одночасно проглядає потенційних кандидатів для участі в чемпіонаті світу серед юніорів. Троуба провів у цій команді два сезони, де у 53 матчах встиг відзначитися 25 результативними балами.
У 2012 році Джейкоба було обрано на драфті новачків НХЛ. Однак сезон 2012/13 років, захисник провів у студентській лізі виступаючи за хокейну команду університету Мічигана.

### НХЛ
У сезоні 2013/14 років Троуба дебютував в НХЛ. Свій перший сезон на дорослому рівні Джейкобу вдалося завершити з позитивним показником корисності (+4), а також стати третім бомбардиром команди серед захисників (29 очок).

## Збірні
Починаючи з 2011 року Труба є постійним гравцем збірних команд США різних вікових груп. Так, у січні 2011-го він зіграв за команду Ю-17 на кубку виклика, де американці дісталися фіналу. А вже у квітні — за команду Ю-18 на юніорському чемпіонаті світу, де американцям не було рівних.
За рік, у січні 2012-го, Джейкоба викликали до молодіжної збірної США (Ю-20) для участі у світовій першості. У квітні ж того року, він допоміг американцям відстояти своє чемпіонство серед юніорів і здобув другу золоту медаль на подібних змаганнях.
У 2013-му хокеїст зіграв на другому для себе молодіжному чемпіонаті. На цьому турнірі американці святкували перемогу, тож Джейкоб отримав чергову золоту нагороду. Однак окрім цього, він став найкращим бомбардиром та снайпером турніру серед захисників, був обраний до символічної команди зірок та визнаний найкращим захисником чемпіонату.
У травні того ж року Троуба вперше був викликаний до лав національної збірної команди США з хокею для участі у світовій першості. У семи зустрічах на турнірі Джейкоб відзначився 3 (1+2) балами за результативність та допоміг американцям виграти бронзову медаль, першу нагороду для американської збірної з 2004 року.

## Нагороди
- Новачок року Канадської хокейної ліги 2006
- Гравець року Канадської хокейної ліги 2007
- MVP молодіжного чемпіонату світу 2009

## Статистика
| Сезон        | Клуб                 | Ліга         | Регулярний сезон | Регулярний сезон | Регулярний сезон | Регулярний сезон | Регулярний сезон | Плей-оф | Плей-оф | Плей-оф | Плей-оф | Плей-оф |
| Сезон        | Клуб                 | Ліга         | І                | Г                | П                | О                | ШХ               | І       | Г       | П       | О       | ШХ      |
| ------------ | -------------------- | ------------ | ---------------- | ---------------- | ---------------- | ---------------- | ---------------- | ------- | ------- | ------- | ------- | ------- |
| 2010/11      | USNTDP               | ХЛСШ         | 31               | 3                | 4                | 7                | 31               | -       | -       | -       | -       | -       |
| 2011/12      | USNTDP               | ХЛСШ         | 22               | 4                | 14               | 18               | 35               | -       | -       | -       | -       | -       |
| 2012/13      | Університет Мічигану | NCAA         | 37               | 12               | 17               | 29               | 88               | -       | -       | -       | -       | -       |
| 2013/14      | Вінніпег Джетс       | НХЛ          | 65               | 10               | 19               | 29               | 43               | -       | -       | -       | -       | -       |
| Всього в НХЛ | Всього в НХЛ         | Всього в НХЛ | 65               | 10               | 19               | 29               | 43               | -       | -       | -       | -       | -       |

### Міжнародні виступи
| Рік та турнір      | Команда      | І  | Г | П | О | ШХ |
| ------------------ | ------------ | -- | - | - | - | -- |
| Кубок Виклику 2011 | США Ю-17     | 5  | 2 | 7 | 9 | 10 |
| ЮЧС 2011           | США Ю-18     | 6  | 1 | 0 | 1 | 0  |
| ЮЧС 2012           | США Ю-18     | 6  | 1 | 2 | 3 | 8  |
| МЧС 2012           | США Ю-20     | 6  | 0 | 2 | 2 | 0  |
| МЧС 2013           | США Ю-20     | 7  | 4 | 5 | 9 | 10 |
| ЧС 2013            | США          | 7  | 1 | 2 | 3 | 2  |
| ЧС 2014            | США          | 4  | 2 | 1 | 3 | 8  |
| Всього на ЧС       | Всього на ЧС | 11 | 3 | 3 | 6 | 10 |